# Капська флористична область

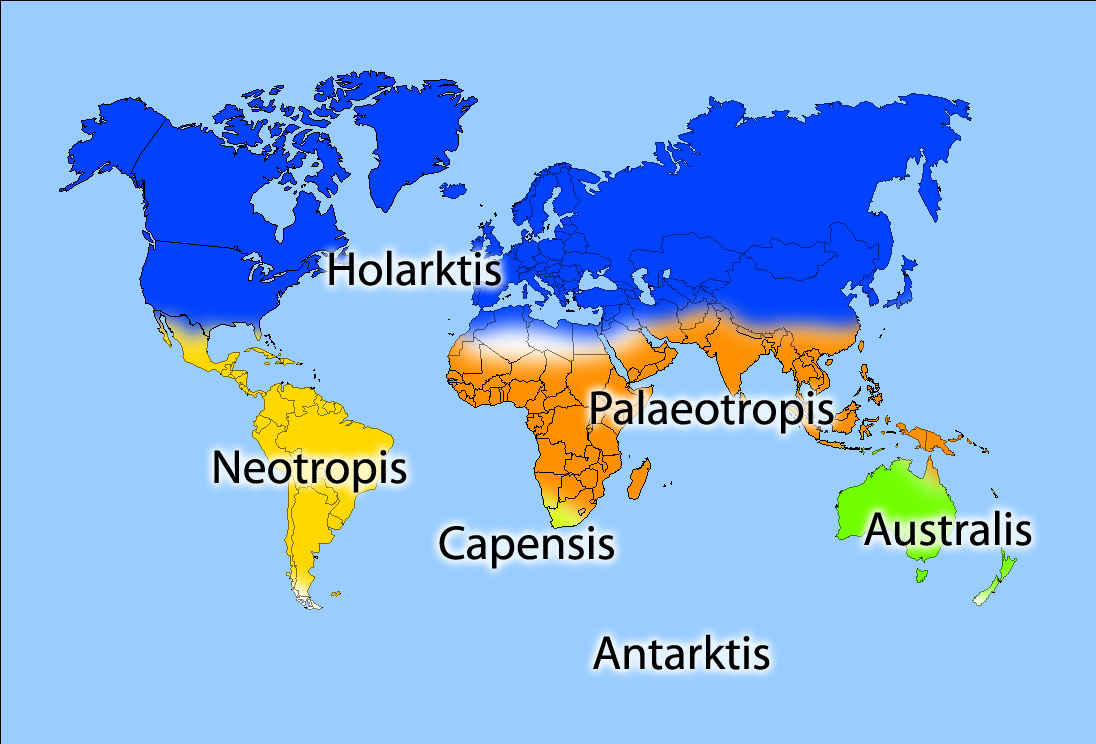
Карта флористичного районування

Капська флористична область (від нід. Kaap — мис Доброї Надії, до якого і примикає область) — своєрідна природна екосистема Африки, відома завдяки видовій різноманітності рослин-ендеміків (до 90 видів) і своєму розташуванню в прохолоднішій субтропічній зоні (через Бенгельську течію), завдяки чому область стала однією з небагатьох зон інтенсивної європейської поселенської колонізації (Капська колонія). Нині Капська область цілком входить до складу ПАР (Західна Капська провінція із столицею у місті Кейптаун і Східна Капська провінція). Капська область — найменше з флористичних царств Землі.
Капська область охороняється різними міжнародними програмами. У 1975 році регіон Де-Хуп увійшов до списку водно-болотяних угідь, що охороняються Рамсарською конвенцією, в 1998 році було створено біосферний заповідник Когелберг, а в 2004 році території Капської флористичної області, що охоронялися, були зараховані до об'єктів Світової спадщини ЮНЕСКО.

## Фізико-географічна характеристика

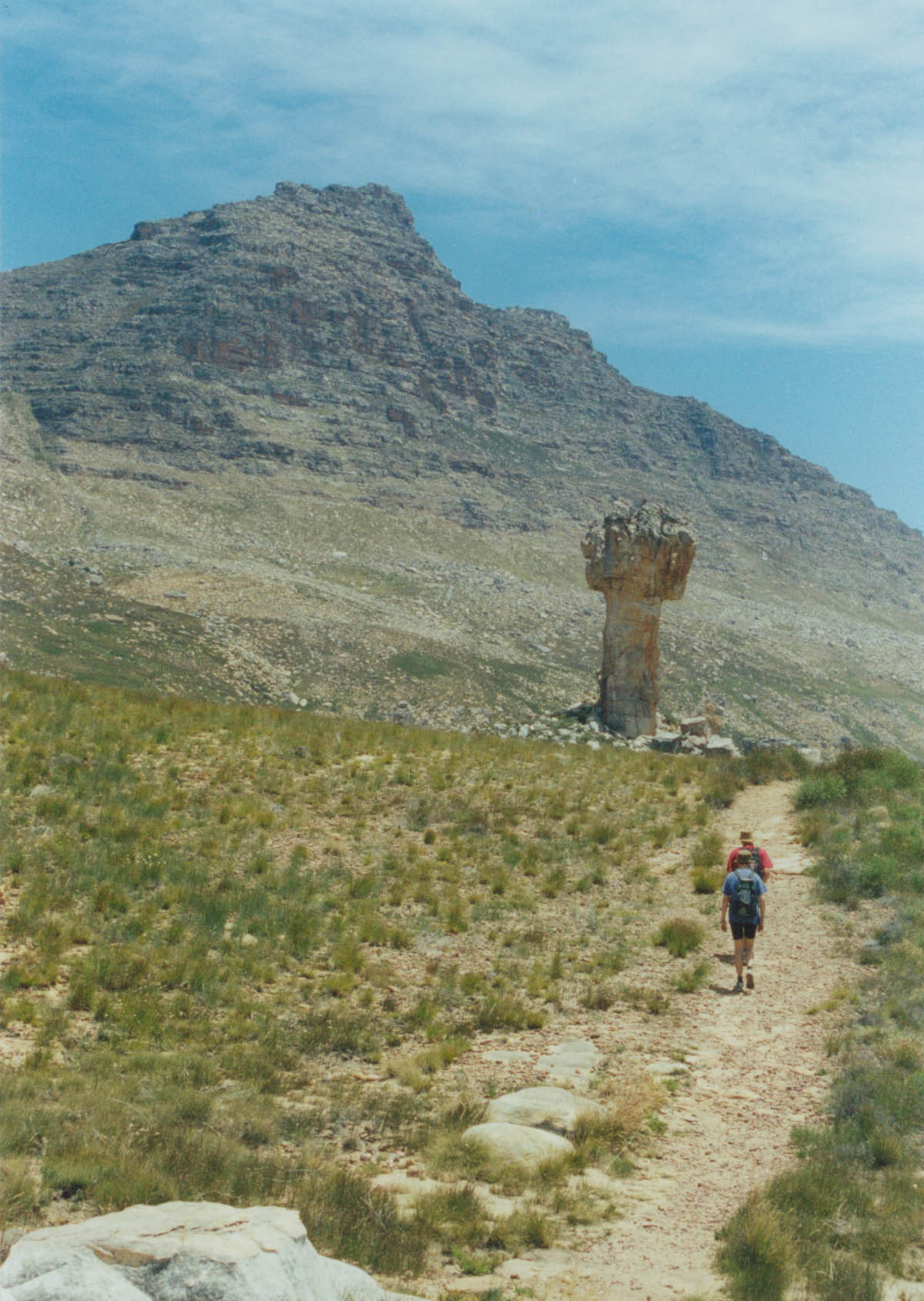
Гора Седерберг.

Капська область розташована на крайньому південному заході Африканського континенту і займає 0,5% його площі. Область займає смугу шириною до 100 км по берегах Атлантичного океану від міста Кланвільяма на заході до околиць міста Порт-Елізабет на сході.
За своїми кліматичними умовами і характером флори область відрізняється від суміжних з нею територій тропічної савани. Домінує середземноморський клімат при зворотному в порівнянні з північною півкулею тимчасовому положенні сезонів. Помірні температури (0-12 °C) і максимальна велика кількість опадів взимку (червень-серпень) (500–700 мм на рік; 70% взимку). Літо (грудень-лютий) жарке і посушливе (25-+35). Подібний клімат в південній півкулі мають Чилі, Західна Австралія (Перт), а в північному — Середземномор'я, Каліфорнія.

## Флора і фауна

Босмансбос

Хоча ґрунти в цій області кам'янисті і бідні поживними речовинами, Капська флористична область — одне з найбагатіших рослинністю місць на Землі.
Переважають зарості твердолистих вічнозелених кущів і низькорослі дерева (фінбош/маквіс). У області ростуть близько 9000 видів вищих рослин, до 90% ендеміки (амариліси, іриси, протейні, срібне дерево, пеларгоніум, сукуленти). Зустрічаються цілі ендемічні родини (Grubbiaceae, Roridulaceae, Bruniaceae, Penaeaceae, Greyiaceae, Geissolomataceae, Retziaceae). Найбільш характерні також інші родини складноцвітих, вересових, бобових. Окрім ендеміків поширені і інвазивні рослини, такі як космея, завезена з кормом для коней, і швидкоросла акація, завезена з Австралії як джерело дров. Остання погрожує традиційним природним співтовариствам.
Багато декоративних рослин регіону в 1950-1960-х роках було акліматизовано в СРСР (Крим, Кавказ) (амариліс, клівія, остеоспермум або капська маргаритка, агапантус, декоративна спаржа, фрезія, гальтонія, гербера, види гладіолуса, клівія, кніпхофія, плюмбаго та ін.).
Фауна також різноманітна. В області мешкає 11000 видів морських тварин, біля третини з яких ендеміки, 560 видів хребетних, серед яких 142 види рептилій. Зокрема, тут мешкає капський даман та ін.

## Історія
Європейську переселенську колонізацію області почав голландець Ян ван Рибек і інші голландські переселенці (бури) — найчисленніші білі поселенці на африканському континенті. Потім її продовжила Британська імперія.

## Ресурси Інтернету
- В. С. Говорухин, А. И. Толмачев. Капская область (рос.). БСЭ. Процитовано 4 червня 2010.[недоступне посилання з липня 2019]
- А. Л. Тахтаджян. IV. Капское царство (рос.). molbiol.ru Классическая и молекулярная биология. Архів оригіналу за 9 грудня 2010. Процитовано 4 червня 2010.
- CAPE FLORAL REGION PROTECTED AREAS (PDF) (англ.). United Nations Enviroment Program. Архів оригіналу (PDF) за 14 січня 2009. Процитовано 4 червня 2010.